# 1383 Limburgia
1383 Limburgia је астероид главног астероидног појаса. Приближан пречник астероида је 22,32 ,
а средња удаљеност астероида од Сунца износи 3,077 астрономских јединица (АЈ).
Инклинација (нагиб) орбите у односу на раван еклиптике је 0,049 степени, а орбитални период износи 1972,314 дана (5,399 година). Ексцентрицитет орбите астероида износи 0,192.
Апсолутна магнитуда астероида износи 11,50 а геометријски албедо 0,089.
Астероид је откривен 9. септембра 1934. године.